# Sowiecka Formuła 1 Sezon 1970
Sezon 1970 był ósmym sezonem Sowieckiej Formuły 1. Mistrzem został Jurij Andriejew, ścigający się De Sanctisem.

## Kalendarz wyścigów
| Runda | Data       | Tor   | Pole position | Najszybsze okrążenie | Zwycięzca (kierowcy) | Zwycięzca (zespoły) |
| ----- | ---------- | ----- | ------------- | -------------------- | -------------------- | ------------------- |
| 1     | 15 czerwca | Mińsk | ?             | ?                    | Jurij Andriejew      | Spartak Moskwa      |

## Klasyfikacja kierowców
| Legenda oznaczeń w tabelach wyników Wyświetl szablon na nowej stronie | Legenda oznaczeń w tabelach wyników Wyświetl szablon na nowej stronie                                                                     |
| Oznaczenie                                                            | Wyjaśnienie |
| --------------------------------------------------------------------- | --- |
| Złoty                                                                 | Zwycięzca lub mistrzostwo |
| Srebrny                                                               | 2. miejsce lub wicemistrzostwo |
| Brązowy                                                               | 3. miejsce lub II wicemistrzostwo |
| Zielony                                                               | Ukończył, punktował (w klasyfikacji generalnej, gdy zdobył co najmniej jeden punkt na przestrzeni sezonu, poza trzema powyższymi opcjami) |
| Niebieski                                                             | Ukończył, nie punktował (w klasyfikacji generalnej, gdy nie zdobył co najmniej jednego punktu na przestrzeni sezonu)                      |
| Czerwony                                                              | Nie zakwalifikował się (NZ) |
| Czerwony                                                              | Nie prekwalifikował się (NPK) |
| Różowy                                                                | Nie ukończył (NU) |
| Różowy                                                                | Niesklasyfikowany (NS) (w klasyfikacji generalnej, gdy nie został sklasyfikowany w żadnym wyścigu sezonu)                                 |
| Czarny                                                                | Zdyskwalifikowany (DK) |
| Czarny                                                                | Wykluczony (WYK/EX) |
| Biały                                                                 | Nie wystartował (NW) |
| Biały                                                                 | Kontuzjowany (K/INJ) |
| Biały                                                                 | Wyścig odwołany (OD/C) |
| Bez koloru                                                            | Został wycofany (WYC/WD) |
| Bez koloru                                                            | Nie przybył (NP/DNA) |
| Bez koloru                                                            | Nie brał udziału w treningach (NT/DNP) |
| Bez koloru                                                            | Nie został zgłoszony (–) |
| Pogrubienie                                                           | Start z pole position |
| Kursywa                                                               | Najszybsze okrążenie wyścigu |
| †                                                                     | Nie ukończył, ale jego rezultat został zaliczony ze względu na przejechanie więcej niż 90% dystansu wyścigu.                              |
| *                                                                     | Sezon w trakcie |
| 1/2/3                                                                 | Punktowana pozycja w sprincie kwalifikacyjnym                                                                                             |
| Lista systemów punktacji Formuły 1                                    | |

| Poz. | Kierowca              | Zespół            | MNS |
| ---- | --------------------- | ----------------- | --- |
| 1    | Jurij Andriejew       | Spartak Moskwa    | 1   |
| 2    | Jurij Markow          | Spartak Moskwa    | 2   |
| 3    | Anatolij Sebejkin     | Spartak Leningrad | 3   |
| 4    | Jewgienij Mieczkowski | Spartak Krasnodar | 4   |
| 5    | Nikołaj Szewczenko    | Trud Moskwa       | 5   |
| 6    | Anatolij Agrestow     | DOSAAF Kijów      | 6   |
| 7    | Stanisław Fomiczew    | Spartak Leningrad | 7   |
| 8    | Jurij Romanow         | Spartak Leningrad | 8   |